# Associazione Nazionale Insegnanti e Formatori

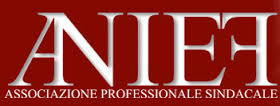
Logo

Die Associazione Nazionale Insegnanti e Formatori (ANIEF) ist eine italienische Gewerkschaft von Lehrern aller Schultypen sowie Hochschullehrern, welche 2002 in Palermo gegründet wurde, aber mittlerweile gesamtnational tätig ist.
Präsident ist Marcello Pacifico.